# Uns al-Qulub
Uns al-Qulub (Córdoba, siglos X-XI) fue una esclava de Almanzor que dominaba la poesía y otras artes.

## Biografía
Uns-al-Qulub era esclava del todopoderoso visir Almanzor, y destacaba por su belleza, inteligencia, vastísima cultura y su facilidad para versificar. Uns al-Qulub estaba formada en poesía y canto, y era parte del séquito de la corte del dignatario andalusí; así, actuaba en las fiestas del mismo, como parte de los fastos y de los círculos elevados de cultura que Almanzor creó en Medina Azahara, «la ciudad resplandeciente», una ciudad palatina en las cercanías de Córdoba en la margen derecha del río Guadalquivir. Estando en Medina Azahara se enamoró del poeta Ibn Hazm, lo que estuvo a punto de costarles la vida.
El historiador al-Maqqari, en un pasaje al respecto de la descripción de la ciudad palaciega de Medina Azahara cuenta que Ibn Hazm, poeta y prosista autor de El collar de la paloma, fue invitado allí por Almanzor a una comida durante la cual Uns al-Qulub recitó un poema dedicado a él, pues se había enamorado encendidamente de él. Cuando Uns al Qulub terminó de cantar, Ibn Hazm se dio por aludido y le contestó con otros versos.
Almanzor, receloso y enfadado por la dedicatoria de su esclava, le pidió explicaciones espada en mano y ella le respondió diciéndole que con una mentira podría salvar su vida, aunque era mejor y más conveniente decirle la verdad. Así, reconoció haberse enamorado del invitado. Finalmente, Almanzor les perdonó y le regaló la esclava a Ibn Hazm, y así se casaron y vivieron juntos hasta su muerte en Toledo en 1046.

## Obras
Canto de Uns al-Qulub dedicado a su enamorado Ibn Hazm:[cita requerida]
La noche avanza al irse el día
Y la luna aparece como media pulsera,
diríase que el día es una mejilla
y que  la oscuridad es el dibujo del aladar;
las copas me parecen agua sólida
y  el vino fuego líquido.
Han cometido un crimen contra mí mis ojos,
¿Cómo podré excusarme a mis pupilas?
Maravilláos, amigos, de una gacela
injusta con mi amor cuando está cerca,
ojalá hubiera un medio de llegar hasta él
y con su amor cumpliera mis deseos.
Versos que recitó para pedir perdón a Almanzor por haberse enamorado de su secretario y haberle cantado los versos anteriores ante su presencia.
He cometido una falta muy grave,
¿Cómo podré excusarme?
Lo ha decretado Dios,
Lo más hermoso es perdonar
cuando se tiene el poder para hacerlo.